# 스티드 말브랑크
스티드 말브랑크(프랑스어: Steed Malbranque, 1983년 7월 7일 ~ )는 은퇴한 프랑스의 축구 선수로, 포지션은 미드필더였다. 출생지는 벨기에다.

## 선수 경력

### 올랭피크 리옹
스티드 말브랑크는 올랭피크 리옹 아카데미에서 성장하였고, 1군 명단에 포함되며 성인 무대 데뷔를 치렀다. 말브랑크는 리옹에서 77차례의 리그 경기 출전과 12차례의 대륙 대회 경기에 출전했다. 2000-01 시즌에는 쿠프 드 라 리그에서 우승하기도 하였다.

### 풀럼 FC

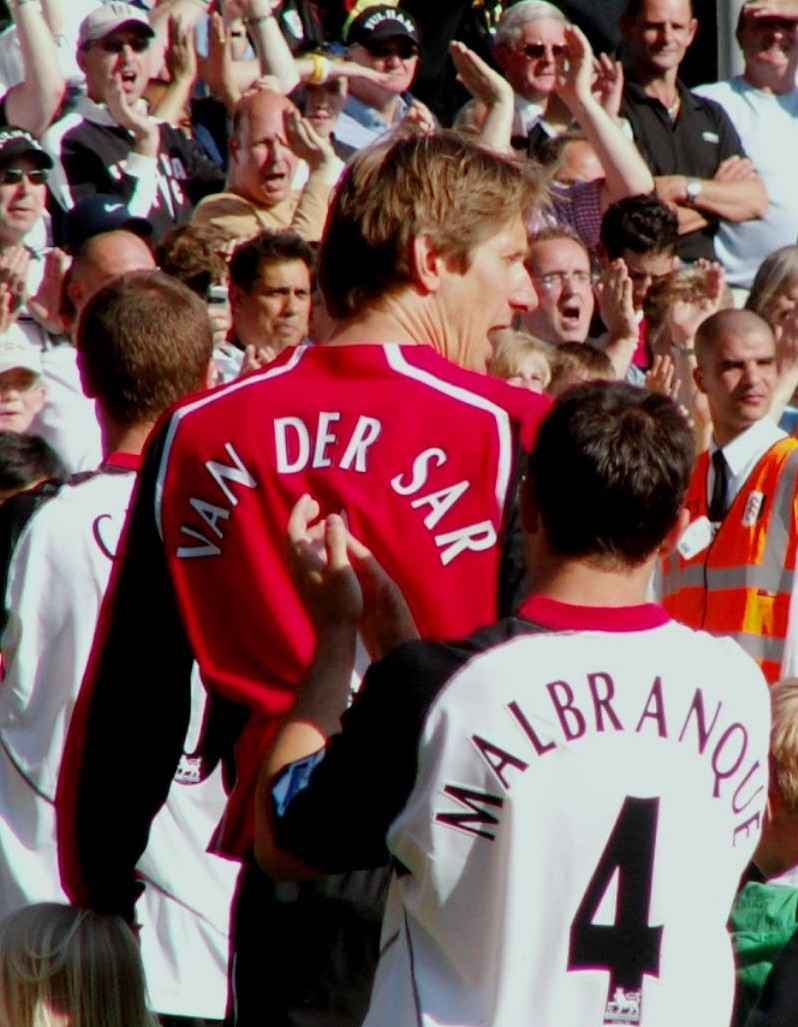
에드윈 반 더 사르 뒤에 서 있는 풀럼 시절 말브랑크

2001년 잉글랜드 프리미어리그의 풀럼 FC가 450만 파운드를 지불하며 스티드 말브랑크를 완전 영입했다. 말브랑크는 풀럼에서의 첫번째 시즌에 10골을 기록하였다. 2002-03 시즌에는 13골을 기록하며 팀 내 최다 득점 선수로 등극하였고, 구단을 강등으로부터 탈출시켰다. 2003년 10월 말브랑크는 풀럼과 4년 재계약에 성공하였다. 2006년 5월 말브랑크는 풀럼과 재계약 논의를 재차 시도했으나, 성사되지 않았고 풀럼의 방출 명단에 포함되었다.

### 토트넘 홋스퍼 FC
2006년 8월 31일 이적시장이 닫히기 직전, 말브랑크는 토트넘 홋스퍼 FC로 이적하였다. 말브랑크는 부상을 안고 있었기에, 시즌 초반에는 출전하지 못하였다. 11월 8일 포트 베일 FC와의 리그컵 경기에 출전하며 토트넘에서의 데뷔전을 가졌다. 12월 9일 찰튼 애슬래틱 FC를 상대로 토트넘에서의 첫 골을 기록하였다. 프리미어리그 2007-08 시즌에 말브랑크는 리그 내에서 가장 많은 태클 시도 횟수와 분당 태클 횟수에서 모두 5위 안에 드는 기록을 세우며, 팀의 사랑을 받는 선수가 되었다.
2007년 3월 14일 UEFA컵 16강전 SC 브라가와의 경기에서 득점하였으며, 이는 토트넘의 유럽 클럽 대항전 150번째 골이었다. 리그컵 2007-08 첼시 FC와의 대결에서 승리를 거두며, 말브랑크는 리그컵 트로피를 들어올렸다.

### 선덜랜드 AFC

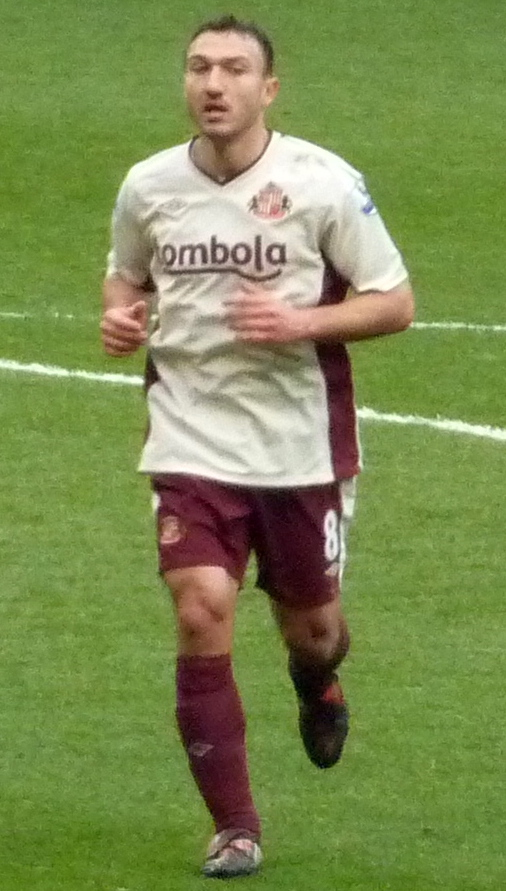
2011년 선덜랜드 시절 말브랑크

2008년 7월 30일 말브랑크는 토트넘 시절 팀 동료 파스칼 심봉다와 함께 선덜랜드 AFC로 이적하였으며, 계약기간은 4년이었다. 프리미어리그 2009-10 시즌 동안 말브랑크는 최고의 폼을 유지했으며, 그의 활약을 바탕으로 팀은 중위권에 안착하였다.
프리미어리그 2010-11 시즌에는 조금 더 중앙 집중형 미드필더로 활약했다. 그의 활약과 함께 구단은 7경기 연속 무패를 달렸으며, 이 중에는 맨체스터 유나이티드 FC, 맨체스터 시티 FC, 아스널 FC, 리버풀 FC와의 경기가 포함되어 있었다. 2011년 2월 1일 첼시와의 홈 경기에서 선덜랜드에서의 100번째 경기를 가졌다. 시즌 종료 이후 말브랑크는 팬들의 사랑을 받고 있는 선수였음에도 불구하고, 급료 문제와 스티브 브루스 감독의 리빌딩 명목 하에 방출 명단에 포함되었다.

### AS 생테티엔
2011년 8월 3일 말브랑크는 AS 생테티엔과 2년 계약을 맺었다. 그러나 합류 한 달 이후, 말브랑크의 아들이 암으로 투병 중이어서 구단과 계약이 해지가 되었다는 루머가 돌았다. 이에 말브랑크는 사무 변호사 토마스 쿠퍼를 통해서 사실이 아님을 반박했다. 그러나 당일 생테티엔은 말브랑크와의 계약을 해지했음을 발표하였다.

### 올랭피크 리옹으로 복귀

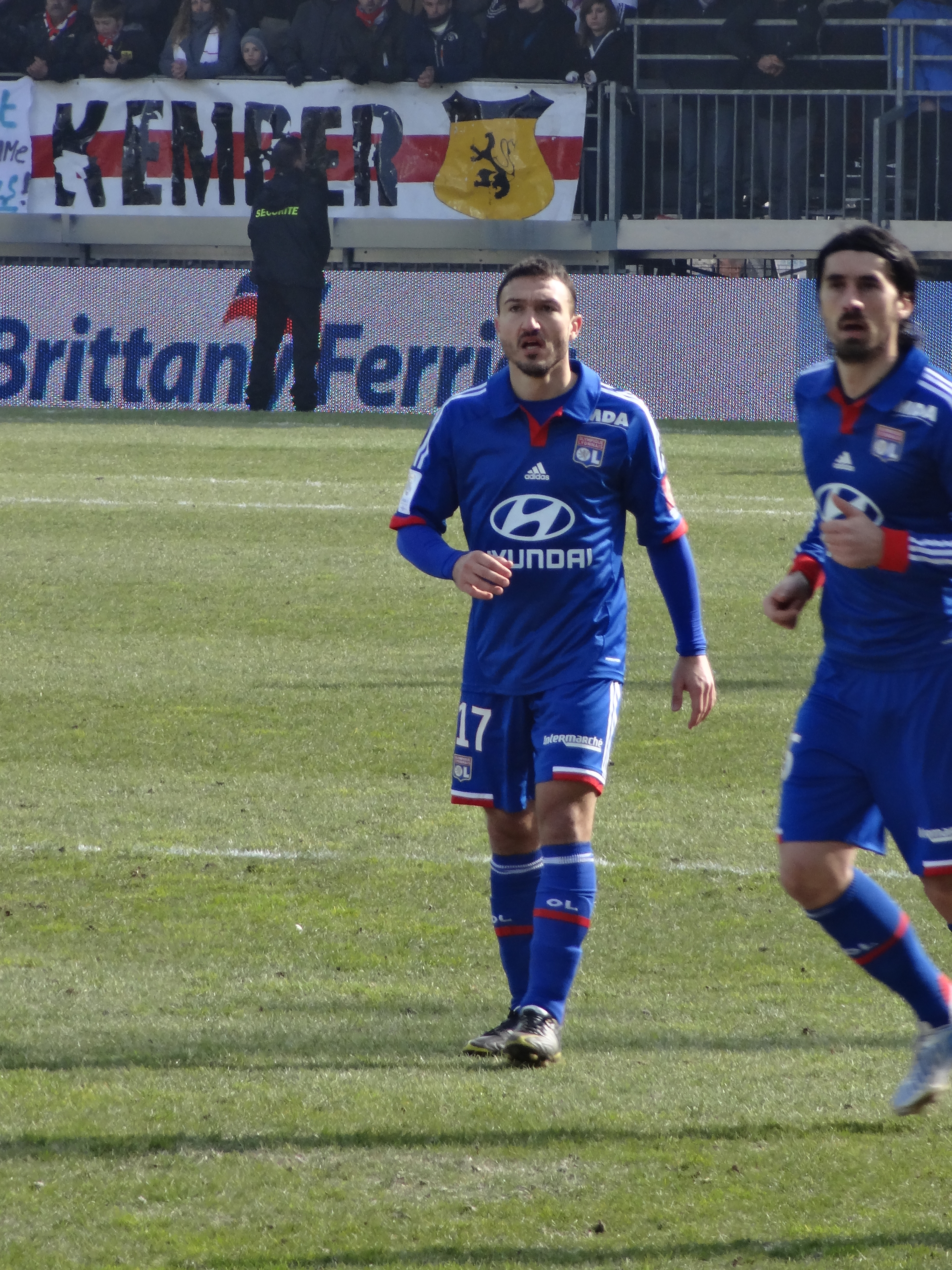
2013년 올랭피크 리옹에서 활약하는 스티드 말브랑크.

2012년 8월 2일 말브랑크는 친정팀 올랭피크 리옹과 트라이얼을 가졌고, 8월 25일 1년 계약에 합의하였다. 그는 리옹에서 뛰어난 활약을 펼쳤고, 2014년까지 계약을 연장하기로 합의하였다. 리옹 복귀전 첫 번째 경기인 발랑시엔 FC와의 대결에서 막심 고날론과 중원을 꾸렸고, 좋은 활약으로 3-2 승리를 거두었다. 그 다음 경기 출전은 9월 16일이었으며, AC 아작시오와의 경기에서 리산드로 로페스의 골을 어시스트하며, 경기를 2-0으로 마무리지었다. 10월 4일 UEFA 유로파리그에서 하포엘 이로니 키르야트시모나 FC를 상대로 코너킥에서 게이다 포파나의 헤더 골에 도움을 기록하고, 팀은 4-2 승리를 거두었다. 10월 12일 스타드 브레스트 29와의 경기에서 바페팀비 고미스의 결승골에 도움을 기록하였다. 11월 4일 CA 바스티아와의 5-2 승리를 거둔 경기에서 페널티킥 득점과 함께 지미 브리앙의 득점에 도움을 기록하였다. 11월 11일 FC 소쇼 몽벨리아르를 상대로 프리킥을 통해 고날론의 골을 어시스트했다. 이 날 경기는 1-1 무승부로 마무리되었다. 일주일 뒤 펼쳐진 스타드 드 랭스와의 4-1 승리를 거둔 경기에서 리산드로 로페스의 세번째 골에 도움을 기록하기도 하였다. 리옹으로 복귀한 6개월 동안 말브랑크는 6개의 어시스트를 기록했으며, 그가 도움을 기록한 경기에선 패배가 없었다. 2013년 1월 12일 트루아 AC와의 경기에서 고날론의 골에 또다시 도움을 기록하였다.

### SM 캉
2016년 6월 17일 스티드 말브랑크는 SM 캉으로 자유 계약 이적을 하였다.

## 국가대표 경력
스티드 말브랑크는 벨기에에서 태어났으나, 프랑스의 연령별 대표팀을 거쳤다. 그러나 프랑스의 성인 대표팀의 부름을 받지 못하자, 2004년 2월 말브랑크는 벨기에 국가대표팀에서 뛰기를 요청했다. 하지만 당시 벨기에 감독이었던 아이메 앙투어니스에 의해 거절당했다. 한 달 뒤 프랑스 국가대표팀에 소집되었으나, 경기에 출전하지는 않았다.

## 선수 기록
2016년 5월 16일 기준
| 구단 기록   | 구단 기록     | 구단 기록   | 리그 | 리그 | FA컵 | FA컵 | 리그컵 | 리그컵 | 대륙대회 | 대륙대회 | 총합 | 총합 |
| 시즌        | 구단          | 리그        | 출장 | 득점 | 출장 | 득점 | 출장   | 득점   | 출장     | 득점     | 출장 | 득점 |
| 프랑스      | 프랑스        | 프랑스      | 리그 | 리그 | FA컵 | FA컵 | 리그컵 | 리그컵 | 대륙대회 | 대륙대회 | 총합 | 총합 |
| ----------- | ------------- | ----------- | ---- | ---- | ---- | ---- | ------ | ------ | -------- | -------- | ---- | ---- |
| 1997–98     | 올랭피크 리옹 | 리그 1      | 2    | 0    | 0    | 0    | 0      | 0      | 0        | 0        | 2    | 0    |
| 1998–99     | 올랭피크 리옹 | 리그 1      | 21   | 0    | 1    | 0    | 1      | 0      | 4        | 0        | 27   | 0    |
| 1999–2000   | 올랭피크 리옹 | 리그 1      | 28   | 3    | 4    | 1    | 2      | 0      | 6        | 0        | 40   | 4    |
| 2000–01     | 올랭피크 리옹 | 리그 1      | 26   | 2    | 3    | 0    | 2      | 2      | 10       | 2        | 41   | 6    |
| 잉글랜드    | 잉글랜드      | 잉글랜드    | 리그 | 리그 | FA컵 | FA컵 | 리그컵 | 리그컵 | 대륙대회 | 대륙대회 | 총합 | 총합 |
| 2001–02     | 풀럼          | EPL         | 37   | 8    | 6    | 1    | 3      | 1      | 0        | 0        | 46   | 10   |
| 2002–03     | 풀럼          | EPL         | 37   | 6    | 4    | 4    | 0      | 0      | 14       | 3        | 55   | 13   |
| 2003–04     | 풀럼          | EPL         | 38   | 6    | 6    | 2    | 0      | 0      | 0        | 0        | 44   | 8    |
| 2004–05     | 풀럼          | EPL         | 26   | 6    | 1    | 0    | 4      | 1      | 0        | 0        | 31   | 7    |
| 2005–06     | 풀럼          | EPL         | 34   | 6    | 0    | 0    | 1      | 0      | 0        | 0        | 35   | 6    |
| 2006–07     | 토트넘 홋스퍼 | EPL         | 25   | 2    | 6    | 1    | 4      | 0      | 6        | 2        | 41   | 5    |
| 2007–08     | 토트넘 홋스퍼 | EPL         | 37   | 4    | 3    | 0    | 5      | 2      | 10       | 1        | 55   | 7    |
| 2008–09     | 선덜랜드      | EPL         | 36   | 1    | 2    | 0    | 2      | 0      | 0        | 0        | 40   | 1    |
| 2009–10     | 선덜랜드      | EPL         | 31   | 0    | 1    | 1    | 3      | 0      | 0        | 0        | 35   | 1    |
| 2010–11     | 선덜랜드      | EPL         | 35   | 0    | 1    | 0    | 1      | 0      | 0        | 0        | 37   | 0    |
| 프랑스      | 프랑스        | 프랑스      | 리그 | 리그 | FA컵 | FA컵 | 리그컵 | 리그컵 | 대륙대회 | 대륙대회 | 총합 | 총합 |
| 2011–12     | AS 생테티엔   | 리그 1      | 1    | 0    | 0    | 0    | 0      | 0      | 0        | 0        | 1    | 0    |
| 2012–13     | 올랭피크 리옹 | 리그 1      | 31   | 2    | 0    | 0    | 1      | 0      | 6        | 0        | 38   | 2    |
| 2013–14     | 올랭피크 리옹 | 리그 1      | 23   | 1    | 3    | 2    | 3      | 0      | 12       | 0        | 41   | 3    |
| 2014–15     | 올랭피크 리옹 | 리그 1      | 28   | 3    | 2    | 0    | 1      | 0      | 4        | 1        | 35   | 4    |
| 2015–16     | 올랭피크 리옹 | 리그 1      | 11   | 0    | 1    | 0    | 1      | 0      | 2        | 0        | 15   | 0    |
| 통산        | 프랑스        | 프랑스      | 171  | 11   | 14   | 3    | 11     | 2      | 44       | 3        | 240  | 19   |
| 통산        | 잉글랜드      | 잉글랜드    | 336  | 39   | 30   | 9    | 23     | 4      | 30       | 6        | 419  | 58   |
| 커리어 통산 | 커리어 통산   | 커리어 통산 | 507  | 50   | 44   | 12   | 34     | 6      | 74       | 9        | 659  | 77   |

## 수상

### 올랭피크 리옹
- 쿠프 드 라 리그 : 2000-01 (우승)

### 토트넘 홋스퍼 FC
- 풋볼 리그컵 : 2007-08 (우승)